# Александровка (Александровский сельский совет, Лиманский район)
Алекса́ндровка (укр. Олександрівка) — село, относится к Одесскому району Одесской области Украины. С 2020 года, наряду с сёлами Крыжановка, Лески, Фонтанка, Светлое, Вапнярка и Новая Дофиновка, входит в Фонтанскую территориальную громаду (общину).
Население в августе 2023 года составляло 3279 человек. Население по переписи 2001 года составляло 3660 человек. Почтовый индекс — 67513. Телефонный код — 4855. Занимает площадь 1,81 км². Код КОАТУУ — 5122780201.

## Местный совет (старостат)
67513, Одесская обл., Одесский р-н, с. Александровка, пл. Центральная, 3